# Honnudikehalli, Nagamangala
Honnudikehalli là một làng thuộc tehsil Nagamangala, huyện Mandya, bang Karnataka, Ấn Độ.